# Нойкірхен (Цвікау)
Нойкірхен (нім. Neukirchen) — громада в Німеччині, розташована в землі Саксонія. Входить до складу району Цвікау.
Площа — 16,85 км2. Населення становить 3872 ос. (станом на 31 грудня 2020).